# فستوكة جزائرية
الفستوكة الجزائرية (باللاتينية: Festuca algeriensis) نوع نباتي يتبع جنس الفستوكة من الفصيلة النجيلية.

## الموئل والانتشار
موطنها المغرب العربي.

## الوصف النباتي
النبات عشبي معمر.